# Jirō Takamatsu
Pour les articles homonymes, voir Takamatsu et Takamatsu (homonymie).
Jirō Takamatsu (次郎 松 次郎, Takamatsu Jirō), né à Tokyo (Japon) le 20 février 1936 et mort dans cette ville le 25 juin 1998, est un photographe, sculpteur, peintre, graveur, dessinateur et performeur japonais, devenu l’un des artistes les plus influents et les plus importants au Japon dans la création artistique au cours des années 1960 et 1970.[réf. nécessaire]
Son domaine de travail se situe entre le dadaisme, le surréalisme et le minimalisme et ce pendant près de quatre décennies. Takamatsu a utilisé la photographie, la sculpture, la peinture, le dessin et la performance pour créer des recherches fondamentales sur les origines philosophiques et matérielles de l'art.